# 유광층

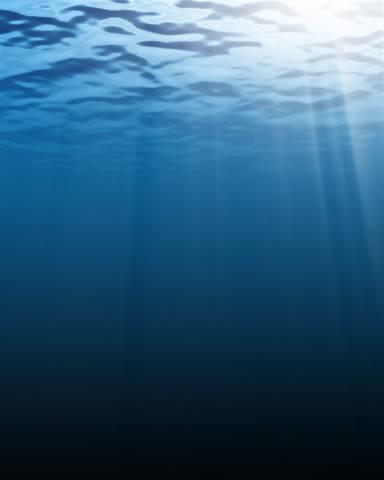

유광층은 빛이 1%까지 투과되는 깊이로서 광합성에 충분한 빛을 받는 수층을 말한다.
그것은 바다 표면에서 빛의 강도가 바다 표면의 1%에 머무르는 깊이까지 이어진다. 따라서, 그 두께는 수층에서 빛의 양 변화에 영향을 받는다. 전형적인 유광층의 깊이는 탁 트인 부영양화 호수의 불과 몇 cm에서 바다의 약 200m까지 다양하다.
유광층은 거의 모든 광합성이 일어나는 곳이기 때문에 유광층의 깊이는 일반적으로 바다의 해당 영역에서 발생하는 일차생산량 수준에 비례한다. 모든 해양 생물의 약 90%가 유광층에 산다. 일부 해령을 따라 존재하는 열수분출공 주위의 심해저대 깊은 곳에 소량의 1차 생산물이 생성된다.
유광층의 바닥에서 약 200m까지 이어지는 구역은 때로는 박광층이라고 한다. 약간의 빛은 있지만, 광합성에는 충분하지 않다. 유광층과 함께 박광층은 표해수층과 일치한다. 진광층 아래에 있는 곳을 무광층이라고 한다. 대부분의 심해는 이 구역에 속한다.
유광층의 깊이를 결정하는 물의 투명도는 세키 디스크로 간단히 측정한다.